# Coupe de France de cyclo-cross
De Coupe de France de cyclo-cross (tot en met 2013: Challenge national de cyclo-cross) is een regelmatigheidscriterium dat door de Franse wielerbond FFC elk najaar in Frankrijk gehouden wordt. In het najaar van 1983 stond de eerste editie voor mannen elite, beloften, junioren en nieuwelingen op het programma. De vrouwen elite moesten tot 1999 wachten voor hun criterium. Ook de vrouwen junioren (vanaf 2012) en vrouwen nieuwelingen (vanaf 2009) hebben vandaag de dag hun criterium.

## Palmares per editie

### Mannen elite

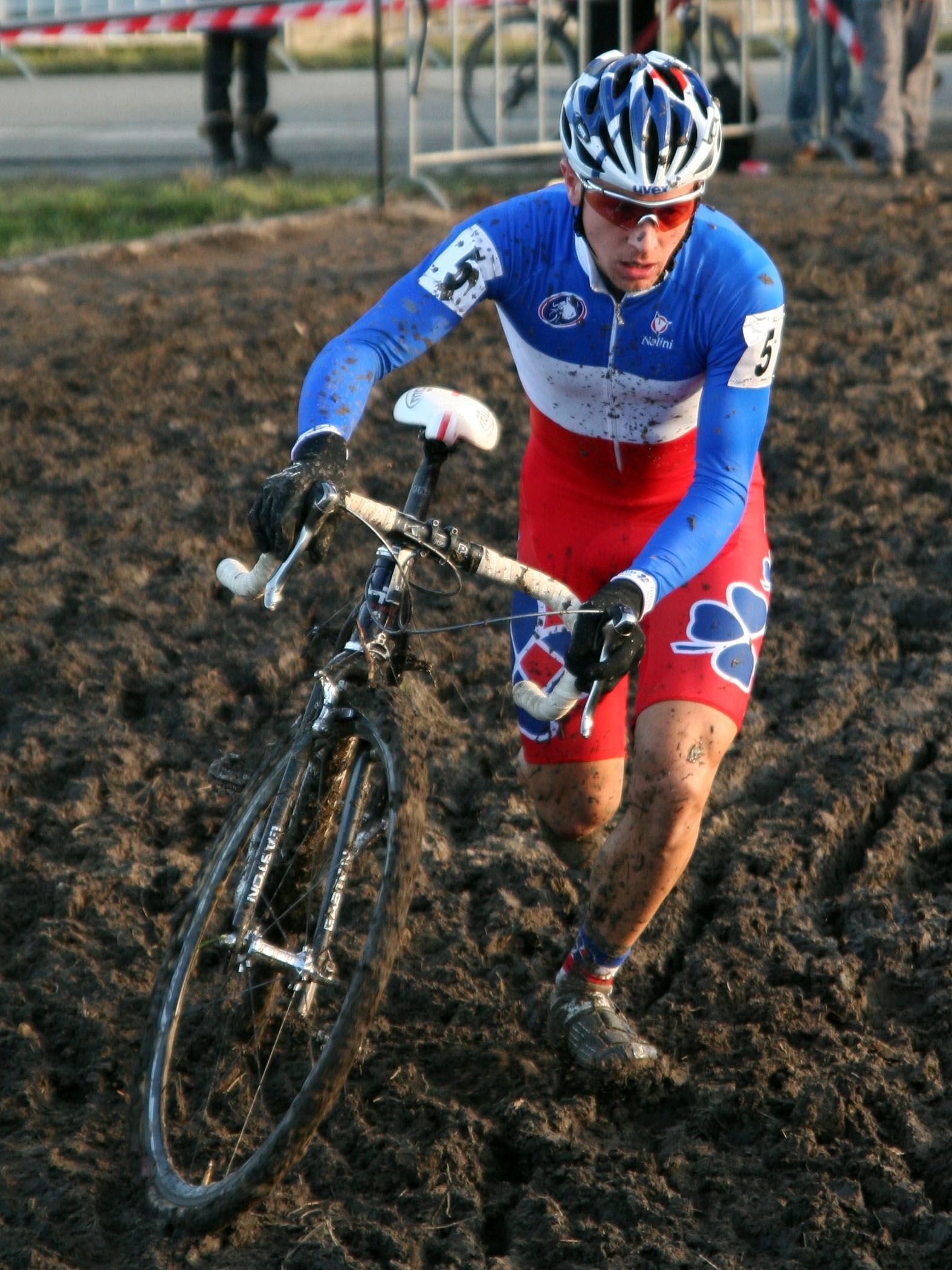
Francis Mourey in de Franse kampioenstrui

| Jaar | Winnaar                            | Tweede                             | Derde                              |
| ---- | ---------------------------------- | ---------------------------------- | ---------------------------------- |
| 2024 | David Menut                        | Tony Periou                        | Lucas Dubau                        |
| 2023 | Tony Periou                        | Rémi Lelandais                     | Quentin Navarro                    |
| 2022 | Gerben Kuypers                     | Loris Rouiller                     | Joshua Dubau                       |
| 2021 | Joshua Dubau                       | Timon Rüegg                        | Tony Periou                        |
| 2020 | Afgelast vanwege de coronapandemie | Afgelast vanwege de coronapandemie | Afgelast vanwege de coronapandemie |
| 2019 | David Menut                        | Steve Chainel                      | Matthieu Boulo                     |
| 2018 | Francis Mourey                     | Fabien Canal                       | David Menut                        |
| 2017 | Fabien Canal                       | Steve Chainel                      | Francis Mourey                     |
| 2016 | Clément Venturini                  | Francis Mourey                     | Melvin Rullière                    |
| 2015 | Clément Venturini                  | Clément Bommé                      | Julien Roussel                     |
| 2014 | Francis Mourey                     | Clément Venturini                  | Fabien Canal                       |
| 2013 | Francis Mourey                     | Guillaume Perrot                   | John Gadret                        |
| 2012 | Francis Mourey                     | John Gadret                        | Guillaume Perrot                   |
| 2011 | Francis Mourey                     | Matthieu Boulo                     | John Gadret                        |
| 2010 | Francis Mourey                     | Steve Chainel                      | Nicolas Bazin                      |
| 2009 | Francis Mourey                     | Nicolas Bazin                      | Laurent Colombatto                 |
| 2008 | Francis Mourey                     | Steve Chainel                      | Nicolas Bazin                      |
| 2007 | Francis Mourey                     | Jérôme Chevallier                  | Steve Chainel                      |
| 2006 | Francis Mourey                     | Ludovic Dubau                      | Steve Chainel                      |
| 2005 | Francis Mourey                     | Arnaud Labbe                       | Ludovic Dubau                      |
| 2004 | Francis Mourey                     | Arnaud Labbe                       | Jérôme Chevallier                  |
| 2003 | John Gadret                        | Arnaud Labbe                       | Jérôme Chevallier                  |
| 2002 | John Gadret                        | Arnaud Labbe                       | Jérôme Chevallier                  |
| 2001 | Geoffrey Clochez                   | Dominique Arnould                  | John Gadret                        |
| 2000 | David Pagnier                      | Sébastien Loigerot                 | Jérôme Chiotti                     |
| 1999 | David Pagnier                      | Dominique Arnould                  | Christophe Morel                   |
| 1998 | Miguel Martinez                    |                                    |                                    |
| 1997 | David Pagnier                      |                                    |                                    |
| 1996 | Cyriaque Duval                     |                                    |                                    |
| 1995 | Dominique Arnould                  |                                    |                                    |
| 1994 | Emmanuel Magnien                   |                                    |                                    |
| 1993 | David Pagnier                      |                                    |                                    |
| 1992 | David Pagnier                      |                                    |                                    |
| 1991 | Cyrille Bonnand                    |                                    |                                    |
| 1990 | Bruno Lebras                       |                                    |                                    |
| 1989 | Alain Daniel                       |                                    |                                    |
| 1988 | Daniel Maquet                      |                                    |                                    |
| 1987 | Bruno Lebras                       |                                    |                                    |
| 1986 | Laurent Cailleau                   |                                    |                                    |
| 1985 | Alain Daniel                       |                                    |                                    |
| 1984 | Didier Martinez                    |                                    |                                    |
| 1983 | Patrice Thévenard                  |                                    |                                    |

### Vrouwen elite

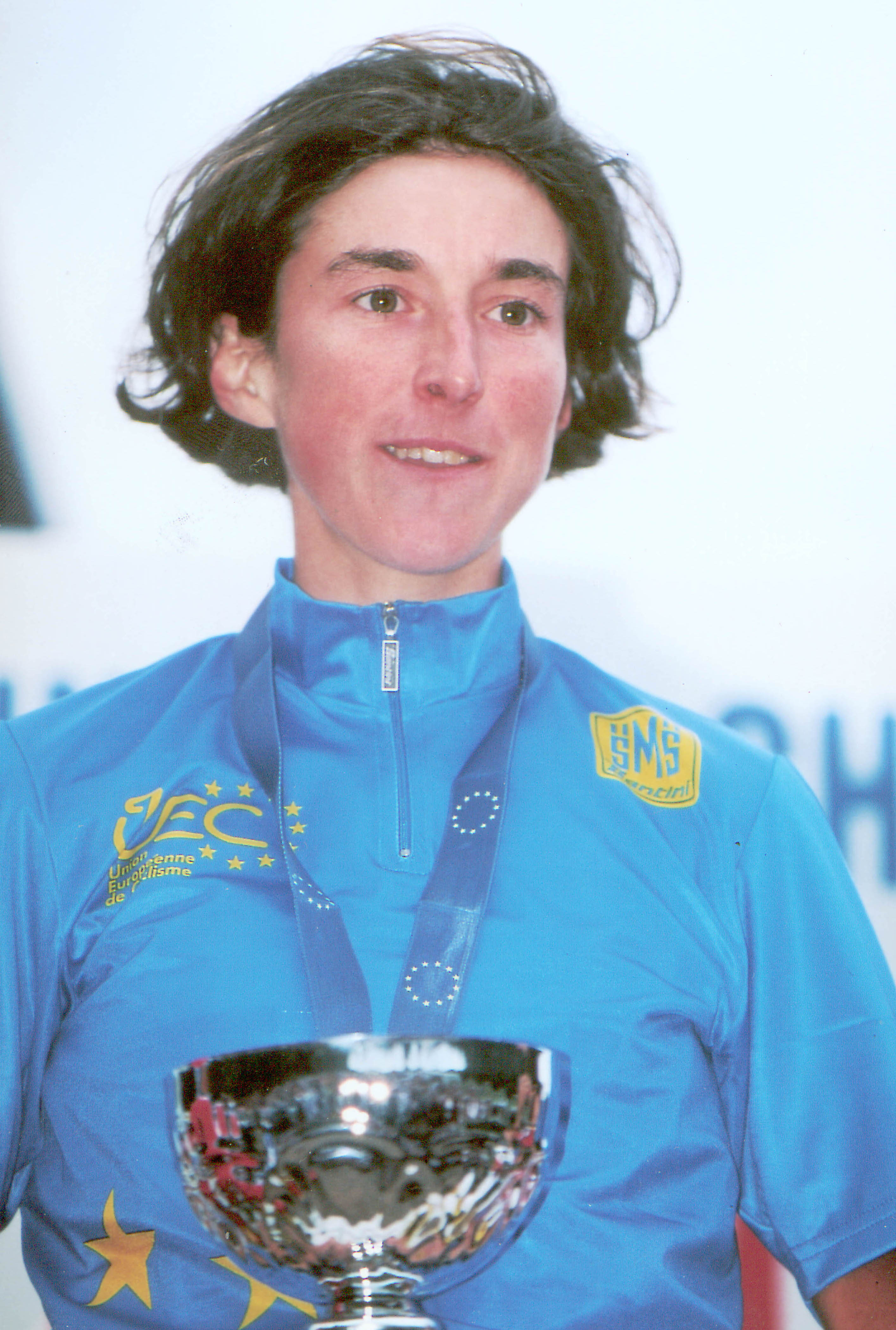
Laurence Leboucher, recordhoudster bij de vrouwen met 5 eindoverwinningen

| Jaar | Winnares                           | Tweede                             | Derde                              |
| ---- | ---------------------------------- | ---------------------------------- | ---------------------------------- |
| 2024 | Amandine Vidon                     | Noemie Garnier                     | Amandine Muller                    |
| 2023 | Amandine Fouquenet                 | Amandine Vidon                     | Olivia Onesti                      |
| 2022 | Anaïs Morichon                     | Perrine Clauzel                    | Lauriane Duraffourg                |
| 2021 | Amandine Fouquenet                 | Anaïs Morichon                     | Anaïs Grimault                     |
| 2020 | Afgelast vanwege de coronapandemie | Afgelast vanwege de coronapandemie | Afgelast vanwege de coronapandemie |
| 2019 | Olivia Onesti                      | Marlène Petit                      | Lauriane Duraffourg                |
| 2018 | Marlène Petit                      | Marlène Morel-Petitgirard          | Anaïs Grimault                     |
| 2017 | Lucie Chainel                      | Jade Wiel                          | Marlène Petit                      |
| 2016 | Marlène Petit                      | Perrine Clauzel                    | Évita Muzic                        |
| 2015 | Maëlle Grossetête                  | Hélène Clauzel                     | Marlène Petit                      |
| 2014 | Marlène Petit                      | Juliette Labous                    | Maëlle Grossetête                  |
| 2013 | Lucie Chainel-Lefèvre              | Marlène Morel-Petitgirard          | Marlène Petit                      |
| 2012 | Lucie Chainel-Lefèvre              | Marlène Morel-Petitgirard          | Marlène Petit                      |
| 2011 | Pauline Ferrand-Prévot             | Christel Ferrier-Bruneau           | Marlène Morel-Petitgirard          |
| 2010 | Christel Ferrier-Bruneau           | Caroline Mani                      | Pauline Ferrand-Prévot             |
| 2009 | Christel Ferrier-Bruneau           | Caroline Mani                      | Pauline Ferrand-Prévot             |
| 2008 | Christel Ferrier-Bruneau           | Maryline Salvetat                  | Nadia Triquet-Claude               |
| 2007 | Maryline Salvetat                  | Christel Ferrier-Bruneau           | Laurence Leboucher                 |
| 2006 | Laurence Leboucher                 | Maryline Salvetat                  | Christel Ferrier-Bruneau           |
| 2005 | Maryline Salvetat                  | Laurence Leboucher                 | Nadia Triquet-Claude               |
| 2004 | Maryline Salvetat                  | Laurence Leboucher                 | Nadia Triquet-Claude               |
| 2003 | Maryline Salvetat                  | Nadia Triquet                      | Corinne Sempé                      |
| 2002 | Laurence Leboucher                 | Maryline Salvetat                  | Corinne Sempé                      |
| 2001 | Laurence Leboucher                 | Maryline Salvetat                  | Corinne Sempé                      |
| 2000 | Laurence Leboucher                 | Virginie Souchon                   | Marie-Hélène Coulon                |
| 1999 | Laurence Leboucher                 | Sandra Temporelli                  | Nadia Triquet                      |

### Mannen beloften
| Jaar | Winnaar                            | Tweede                             | Derde                              |
| ---- | ---------------------------------- | ---------------------------------- | ---------------------------------- |
| 2024 | Aubin Sparfel                      | Tristan Verrier                    | Jules Simon                        |
| 2023 | Corentin Lequet                    | Léo Bisiaux                        | Nathan Bommenel                    |
| 2022 | Rémi Lelandais                     | Martin Groslambert                 | Noé Castille                       |
| 2021 | Joris Delbove                      | Florian Richard Andrade            | Noé Castille                       |
| 2020 | Afgelast vanwege de coronapandemie | Afgelast vanwege de coronapandemie | Afgelast vanwege de coronapandemie |
| 2019 | Mickaël Crispin                    | Joris Delbove                      | Maxime Gagnaire                    |
| 2018 | Antoine Benoist                    | Eddy Finé                          | Mickaël Crispin                    |
| 2017 | Joshua Dubau                       | Antoine Benoist                    | Yan Gras                           |
| 2016 | Clément Russo                      | Lucas Dubau                        | Joshua Dubau                       |
| 2015 | Joshua Dubau                       | Lucas Dubau                        | Yan Gras                           |
| 2014 | Clément Russo                      | Romain Seigle                      | Nicolas Pruvot                     |
| 2013 | Clément Venturini                  | Anthony Turgis                     | Bastien Duculty                    |
| 2012 | Clément Venturini                  | Julian Alaphilippe                 | Quentin Jauregui                   |
| 2011 | Bastien Duculty                    | Julian Alaphilippe                 | David Menut                        |
| 2010 | Melvin Rullière                    | Théo Dumanchin                     | Irwin Gras                         |
| 2009 | Matthieu Boulo                     | Melvin Rullière                    | Thomas Girard                      |
| 2008 | Arnaud Jouffroy                    |                                    |                                    |
| 2007 | Aurélien Duval                     |                                    |                                    |
| 2006 | Jonathan Lopez                     |                                    |                                    |
| 2005 | Romain Villa                       |                                    |                                    |
| 2004 | Romain Villa                       |                                    |                                    |
| 2003 | Pierre-Bernard Vaillant            |                                    |                                    |
| 2002 | Sébastien Minard                   |                                    |                                    |
| 2001 | Francis Mourey                     |                                    |                                    |
| 2000 | John Gadret                        |                                    |                                    |
| 1999 | David Derepas                      |                                    |                                    |
| 1998 | John Gadret                        |                                    |                                    |
| 1997 | Miguel Martinez                    |                                    |                                    |
| 1996 | Christophe Morel                   |                                    |                                    |
| 1995 | Christophe Morel                   |                                    |                                    |
| 1994 | Patrice Halgand                    |                                    |                                    |
| 1993 | Sébastien Loigerot                 | Anthony Benberka                   | Jean Charles Fabien                |
| 1992 | David Brulon                       |                                    |                                    |
| 1991 | Jérôme Chiotti                     |                                    |                                    |
| 1990 | Emmanuel Magnien                   |                                    |                                    |
| 1989 | José Jauregui                      |                                    |                                    |
| 1988 | Christophe Mengin                  |                                    |                                    |
| 1987 | Pascal Reverdy                     |                                    |                                    |
| 1986 | Dominique Arnould                  |                                    |                                    |
| 1985 | Jean-Pierre Dutilleul              |                                    |                                    |
| 1984 | Geen editie                        | Geen editie                        | Geen editie                        |
| 1983 | Didier Martinez                    |                                    |                                    |

### Vrouwen beloften
| Jaar | Winnaar             | Tweede           | Derde        |
| ---- | ------------------- | ---------------- | ------------ |
| 2023 | Olivia Onesti       | Alexandra Valade | Lise Klaes   |
| 2022 | Lauriane Duraffourg | Alizee Rigaux    | Manon Briand |

### Jongens junioren
| Jaar | Winnaar                            | Tweede                             | Derde                              |
| ---- | ---------------------------------- | ---------------------------------- | ---------------------------------- |
| 2024 | Florian Fery                       | Gaël Guillaume                     | Baptiste Carrere                   |
| 2023 | Aubin Sparfel                      | Theophile Vassal                   | Maxime Vezie                       |
| 2022 | Aubin Sparfel                      | Alexis David                       | Hippolyte Loete                    |
| 2021 | Guillaume Bagou                    | Martin Orriere                     | Corentin Lequet                    |
| 2020 | Afgelast vanwege de coronapandemie | Afgelast vanwege de coronapandemie | Afgelast vanwege de coronapandemie |
| 2019 | Ugo Ananie                         | Noé Castille                       | Rémi Lelandais                     |
| 2018 | Théo Thomas                        | Antoine Huby                       | Florian Richard Andrade            |
| 2017 | Benjamin Rivet                     | Joris Delbove                      | Aloïs Charrin                      |
| 2016 | Antoine Benoist                    | Nicolas Guillemin                  | Maxime Bonsergent                  |
| 2015 | Mickaël Crispin                    | Thomas Bonnet                      | Matthieu Legrand                   |
| 2014 | Sandy Dujardin                     | Tanguy Turgis                      | Mehdy Henriet                      |
| 2013 | Sébastien Havot                    | Lucas Dubau                        | Yan Gras                           |
| 2012 | Léo Vincent                        | Clément Russo                      | Sébastien Havot                    |
| 2011 | Romain Seigle                      | Anthony Turgis                     | Victor Koretzky                    |
| 2010 | Fabien Doubey                      | Benjamin Gelabert                  | Kévin Bouvard                      |
| 2009 | Émilien Viennet                    | David Menut                        | Clément Le Bras                    |
| 2008 | Pierre Garson                      |                                    |                                    |
| 2007 | Arnaud Jouffroy                    |                                    |                                    |
| 2006 | Thomas Girard                      |                                    |                                    |
| 2005 | Aurélien Duval                     |                                    |                                    |
| 2004 | Guillaume Perrot                   |                                    |                                    |
| 2003 | Clément Lhotellerie                |                                    |                                    |
| 2002 | Romain Villa                       |                                    |                                    |
| 2001 | Adrien Delautre                    |                                    |                                    |
| 2000 | Steve Chainel                      |                                    |                                    |
| 1999 | Ludovic Le Magourou                |                                    |                                    |
| 1998 | Jean-Baptiste Béraud               |                                    |                                    |
| 1997 | Romain Denhez                      |                                    |                                    |
| 1996 | Nicolas Dieudonné                  |                                    |                                    |
| 1995 | Gaël Moreau                        |                                    |                                    |
| 1994 | Guillaume Benoist                  |                                    |                                    |
| 1993 | Miguel Martinez                    |                                    |                                    |
| 1992 | Christophe Morel                   |                                    |                                    |
| 1991 | Jérôme Delbove                     |                                    |                                    |
| 1990 | Anthony Benbetka                   |                                    |                                    |
| 1989 | Jérôme Chiotti                     |                                    |                                    |
| 1988 | Emmanuel Magnien                   |                                    |                                    |
| 1987 | Cyrille Bonnand                    |                                    |                                    |
| 1986 | Lionel Ory                         |                                    |                                    |
| 1985 | Christophe Mengin                  |                                    |                                    |
| 1984 | Didier Arbault                     |                                    |                                    |
| 1983 | Jean-Pierre Dutilleul              |                                    |                                    |

### Meisjes junioren
| Jaar | Winnares                           | Tweede                             | Derde                              |
| ---- | ---------------------------------- | ---------------------------------- | ---------------------------------- |
| 2024 | Lison Desprez                      | Laly Pichon                        | Penelope Aguillon                  |
| 2023 | Célia Gery                         | Amandine Muller                    | Lison Desprez                      |
| 2022 | Anais Moulin                       | Julie Bego                         | Wendy Bunea                        |
| 2021 | Alizee Rigaux                      | Manon Briand                       | Maurene Tregouet                   |
| 2020 | Afgelast vanwege de coronapandemie | Afgelast vanwege de coronapandemie | Afgelast vanwege de coronapandemie |
| 2019 | Olivia Onesti                      | Lauriane Duraffourg                | Camille Devigne                    |
| 2018 | Pasquine Vandermouten              | Léa Curinier                       | Amandine Fouquenet                 |
| 2017 | Jade Wiel                          | Maïna Galand                       | Léa Curinier                       |
| 2016 | Évita Muzic                        | Jade Wiel                          | Anaïs Morichon                     |
| 2015 | Maëlle Grossetête                  | Hélène Clauzel                     | Évita Muzic                        |
| 2014 | Juliette Labous                    | Maëlle Grossetête                  | Hélène Clauzel                     |
| 2013 | Émeline Gaultier                   | Laura Perry                        | Maëva Calvez                       |
| 2012 | Laura Perry                        | Émeline Gaultier                   | Audrey Menut                       |

### Jongens nieuwelingen
| Jaar | Winnaar                            | Tweede                             | Derde                              |
| ---- | ---------------------------------- | ---------------------------------- | ---------------------------------- |
| 2020 | Afgelast vanwege de coronapandemie | Afgelast vanwege de coronapandemie | Afgelast vanwege de coronapandemie |
| 2019 | Corentin Lequet                    | Louka Lesueur                      | Guillaume Bagou                    |
| 2018 | Pierre Gautherat                   | Pierrick Burnet                    | Romain Grégoire                    |
| 2017 | Florian Richard Andrade            | Pierre Gautherat                   | Martin Groslambert                 |
| 2016 | Antoine Huby                       | Matteo Vercher                     | Théo Jarnet                        |
| 2015 | Benjamin Rivet                     | Thibault Valognes                  | Anthony Courrière                  |
| 2014 | Maxime Bonsergent                  | Jérémy Montauban                   | Tristan Montchamp                  |
| 2013 | Mickaël Crispin                    | Simon Lepoittevin-Dubost           | Dylan Maldonado                    |
| 2012 | Emile Canal                        | Julien Durbesson                   | Quentin Simon                      |
| 2011 | Yan Gras                           | Valentin Ortillon                  | Maxime Derouint                    |
| 2010 | Mathieu Morichon                   | Léo Vincent                        | Raphaël Gay                        |
| 2009 | Quentin Jauregui                   | Dylan Kowalski                     | Romain Seigle                      |
| 2008 | Kévin Bouvard                      |                                    |                                    |
| 2007 | Émilien Viennet                    |                                    |                                    |
| 2006 | Pierre Garson                      |                                    |                                    |
| 2005 | Arnaud Jouffroy                    |                                    |                                    |
| 2004 | Thomas Girard                      |                                    |                                    |
| 2003 | Geoffrey Lorrain                   |                                    |                                    |
| 2002 | Yannick Martinez                   | Nicolas Bovo-Bianto                | Gislain Chatelard                  |
| 2001 | Clément Lhotellerie                |                                    |                                    |
| 2000 | Romain Villa                       |                                    |                                    |
| 1999 | Jean-Eudes Demaret                 |                                    |                                    |
| 1998 | Steve Chainel                      |                                    |                                    |
| 1997 | Teddy Marchand                     |                                    |                                    |
| 1996 | Jean-Baptiste Béraud               |                                    |                                    |
| 1995 | Ludovic Lanceleur                  |                                    |                                    |
| 1994 | Nicolas Dieudonné                  |                                    |                                    |
| 1993 | David Derepas                      |                                    |                                    |

### Nieuwelingen meisjes
| Jaar | Winnares                           | Tweede                             | Derde                              |
| ---- | ---------------------------------- | ---------------------------------- | ---------------------------------- |
| 2020 | Afgelast vanwege de coronapandemie | Afgelast vanwege de coronapandemie | Afgelast vanwege de coronapandemie |
| 2019 | Saska Arnaud                       | Electa Gallezot                    | Margot Marasco                     |
| 2018 | Line Burquier                      | Lison Vulliet                      | Alice Barbotin                     |
| 2017 | Line Burquier                      | Lauriane Duraffourg                | Maëva Squiban                      |
| 2016 | Pasquine Vandermouten              | Marine Allione                     | Amandine Fouquenet                 |
| 2015 | Pasquine Vandermouten              | Léo Curinier                       | Claudie Chamboredon                |
| 2014 | Évita Muzic                        | Anaïs Morichon                     | Floriane Barberio                  |
| 2013 | Juliette Labous                    | Maëlle Grossetête                  | Évita Muzic                        |
| 2012 | Juliette Labous                    | Chloé Fortin                       | Océane Grumel                      |
| 2011 | Océane Grumel                      | Laura Perry                        | Maëva Calvez                       |
| 2010 | Axelle Dubau-Prévot                | Audrey Menut                       | Laura Perry                        |
| 2009 | Iris Sachet                        | Camille Robert                     | Fanny Stumpf                       |

## Statistieken

### Eindoverwinningen

#### Mannen elite
| Aantal | Renner            | Edities                                                                |
| ------ | ----------------- | ---------------------------------------------------------------------- |
| 12     | Francis Mourey    | 2004, 2005, 2006, 2007, 2008, 2009, 2010, 2011, 2012, 2013, 2014, 2018 |
| 5      | David Pagnier     | 1992, 1993, 1997, 1999, 2000                                           |
| 2      | David Menut       | 2019, 2024                                                             |
| 2      | Clément Venturini | 2015, 2016                                                             |
| 2      | John Gadret       | 2002, 2003                                                             |
| 2      | Bruno Lebras      | 1987, 1990                                                             |
| 2      | Alain Daniel      | 1985, 1989                                                             |
| 1      | Tony Periou       | 2023                                                                   |
| 1      | Gerben Kuypers    | 2022                                                                   |
| 1      | Joshua Dubau      | 2021                                                                   |
| 1      | Fabien Canal      | 2017                                                                   |
| 1      | Geoffrey Clochez  | 2001                                                                   |
| 1      | Miguel Martinez   | 1998                                                                   |
| 1      | Cyriaque Duval    | 1996                                                                   |
| 1      | Dominique Arnould | 1995                                                                   |
| 1      | Emmanuel Magnien  | 1994                                                                   |
| 1      | Cyril Bonnand     | 1991                                                                   |
| 1      | Daniel Maquet     | 1988                                                                   |
| 1      | Laurent Cailleau  | 1986                                                                   |
| 1      | Didier Martinez   | 1984                                                                   |
| 1      | Patrice Thévenard | 1983                                                                   |

#### Vrouwen elite
| Aantal | Renner                   | Edities                      |
| ------ | ------------------------ | ---------------------------- |
| 5      | Laurence Leboucher       | 1999, 2000, 2001, 2002, 2006 |
| 4      | Maryline Salvetat        | 2003, 2004, 2005, 2007       |
| 3      | Marlène Petit            | 2014, 2016, 2018             |
| 3      | Lucie Chainel-Lefèvre    | 2012, 2013, 2017             |
| 3      | Christel Ferrier-Bruneau | 2008, 2009, 2010             |
| 2      | Amandine Fouquenet       | 2021, 2023                   |
| 1      | Amandine Vidon           | 2024                         |
| 1      | Anaïs Morichon           | 2022                         |
| 1      | Olivia Onesti            | 2019                         |
| 1      | Maëlle Grossetête        | 2015                         |
| 1      | Pauline Ferrand-Prévot   | 2011                         |

## Edities
| Editie | Jaar | Naam                              | Aantal crossen |
| ------ | ---- | --------------------------------- | -------------- |
| 42     | 2024 | Coupe de France                   | 8              |
| 41     | 2023 | Coupe de France                   | 6              |
| 40     | 2022 | Coupe de France                   | 6              |
| 39     | 2021 | Coupe de France                   | 8              |
| Afg.   | 2020 | Coupe de France                   | 6              |
| 37     | 2019 | Coupe de France                   | 3              |
| 36     | 2018 | Coupe de France                   | 3              |
| 35     | 2017 | Coupe de France                   | 4              |
| 34     | 2016 | Coupe de France                   | 3              |
| 33     | 2015 | Coupe de France                   | 3              |
| 32     | 2014 | Coupe de France                   | 3              |
| 31     | 2013 | Challenge national de cyclo-cross | 3              |
| 30     | 2012 | Challenge national de cyclo-cross | 3              |
| 29     | 2011 | Challenge national de cyclo-cross | 3              |
| 28     | 2010 | Challenge national de cyclo-cross |                |
| 27     | 2009 | Challenge national de cyclo-cross |                |
| 26     | 2008 | Challenge national de cyclo-cross |                |
| 25     | 2007 | Challenge national de cyclo-cross |                |
| 24     | 2006 | Challenge national de cyclo-cross |                |
| 23     | 2005 | Challenge national de cyclo-cross |                |
| 22     | 2004 | Challenge national de cyclo-cross |                |
| 21     | 2003 | Challenge national de cyclo-cross |                |
| 20     | 2002 | Challenge national de cyclo-cross |                |
| 19     | 2001 | Challenge national de cyclo-cross |                |
| 18     | 2000 | Challenge national de cyclo-cross |                |
| 17     | 1999 | Challenge national de cyclo-cross |                |
| 16     | 1998 | Challenge national de cyclo-cross |                |
| 15     | 1997 | Challenge national de cyclo-cross |                |
| 14     | 1996 | Challenge national de cyclo-cross |                |
| 13     | 1995 | Challenge national de cyclo-cross |                |
| 12     | 1994 | Challenge national de cyclo-cross |                |
| 11     | 1993 | Challenge national de cyclo-cross |                |
| 10     | 1992 | Challenge national de cyclo-cross |                |
| 9      | 1991 | Challenge national de cyclo-cross |                |
| 8      | 1990 | Challenge national de cyclo-cross |                |
| 7      | 1989 | Challenge national de cyclo-cross |                |
| 6      | 1988 | Challenge national de cyclo-cross |                |
| 5      | 1987 | Challenge national de cyclo-cross |                |
| 4      | 1986 | Challenge national de cyclo-cross |                |
| 3      | 1985 | Challenge national de cyclo-cross |                |
| 2      | 1984 | Challenge national de cyclo-cross |                |
| 1      | 1983 | Challenge national de cyclo-cross |                |

## Puntenverdeling
Voor de categorieën mannen elite, vrouwen elite, mannen beloften, jongens junioren en meisjes junioren ontvangt de top veertig punten aan de hand van de volgende tabel:
| Positie | 1  | 2  | 3  | 4  | 5  | 6  | 7  | 8  | 9  | 10 | 11 | 12 | 13 | 14 | 15 | 16 | 17 | 18 | 19 | 20 |
| Punten  | 45 | 42 | 40 | 39 | 38 | 37 | 36 | 35 | 34 | 33 | 32 | 31 | 30 | 29 | 28 | 27 | 26 | 25 | 24 | 23 |
|         |    |    |    |    |    |    |    |    |    |    |    |    |    |    |    |    |    |    |    |    |
| Positie | 21 | 22 | 23 | 24 | 25 | 26 | 27 | 28 | 29 | 30 | 31 | 32 | 33 | 34 | 35 | 36 | 37 | 38 | 39 | 40 |
| Punten  | 22 | 21 | 20 | 19 | 18 | 17 | 16 | 15 | 14 | 13 | 12 | 11 | 10 | 9  | 8  | 7  | 6  | 5  | 4  | 3  |

In ieder klassement van de Coupe de France wordt aan de hand van de gewonnen punten van alle wedstrijden een eindklassement opgemaakt. De veldrijder met het hoogste aantal punten in zijn klassement wordt als winnaar van de Coupe de France uitgeroepen.